# Llista de topònims de Blanes
Llista de topònims (noms propis de lloc) del municipi de Blanes, a la Selva
Informació actualitzada per un bot. Els canvis manuals es perdran quan s'actualitzi!

## avinguda
| imatge | Nom                      | Ubicat a | instància de | Detalls                        | coordenades | Protecció | Commons (més fotos) | Dades a WD                    |
| ------ | ------------------------ | -------- | ------------ | ------------------------------ | ----------- | --------- | ------------------- | ----------------------------- |
|        | Avinguda Vila de Madrid  | Blanes   | avinguda     | Anomenat per: Madrid           |             |           |                     | Modifica les dades a Wikidata |
|        | Avinguda del Mediterrani | Blanes   | avinguda     | Anomenat per: mar Mediterrània |             |           |                     | Modifica les dades a Wikidata |

## cap
| imatge | Nom                 | Ubicat a              | instància de | Detalls | coordenades                                              | Protecció | Commons (més fotos) | Dades a WD                    |
| ------ | ------------------- | --------------------- | ------------ | ------- | -------------------------------------------------------- | --------- | ------------------- | ----------------------------- |
|        | Punta de la Tordera | Malgrat de Mar Blanes | cap          |         | 41° 39′ 05″ N, 2° 46′ 46″ E / 41.65138°N,2.77937°E       |           |                     | Modifica les dades a Wikidata |
|        | Punta de s'Agulla   | Blanes                | cap          |         | 41° 40′ 55″ N, 2° 48′ 57″ E / 41.68200556°N,2.81590556°E |           | Punta de s'Agulla   | Modifica les dades a Wikidata |

## carrer
| imatge | Nom                               | Ubicat a | instància de | Detalls                                            | coordenades | Protecció | Commons (més fotos) | Dades a WD                    |
| ------ | --------------------------------- | -------- | ------------ | -------------------------------------------------- | ----------- | --------- | ------------------- | ----------------------------- |
|        | Carrer Alt                        | Blanes   | carrer       | Anomenat per: altura                               |             |           |                     | Modifica les dades a Wikidata |
|        | Carrer Ametista                   | Blanes   | carrer       | Anomenat per: ametista                             |             |           |                     | Modifica les dades a Wikidata |
|        | Carrer Ample                      | Blanes   | carrer       | Anomenat per: amplitud                             |             |           |                     | Modifica les dades a Wikidata |
|        | Carrer Antoni Palau i Verdera     | Blanes   | carrer       | Anomenat per: Antoni Palau i Verdera               |             |           |                     | Modifica les dades a Wikidata |
|        | Carrer Baix Ebre                  | Blanes   | carrer       | Anomenat per: Baix Ebre                            |             |           |                     | Modifica les dades a Wikidata |
|        | Carrer Cadí                       | Blanes   | carrer       |                                                    |             |           |                     | Modifica les dades a Wikidata |
|        | Carrer Carles Aribau              | Blanes   | carrer       | Anomenat per: Bonaventura Carles Aribau i Farriols |             |           |                     | Modifica les dades a Wikidata |
|        | Carrer Empordà                    | Blanes   | carrer       | Anomenat per: Empordà                              |             |           |                     | Modifica les dades a Wikidata |
|        | Carrer Enric Prat de la Riba      | Blanes   | carrer       | Anomenat per: Enric Prat de la Riba i Sarrà        |             |           |                     | Modifica les dades a Wikidata |
|        | Carrer Ernest Lluch               | Blanes   | carrer       | Anomenat per: Ernest Lluch i Martín                |             |           |                     | Modifica les dades a Wikidata |
|        | Carrer Garrotxa                   | Blanes   | carrer       | Anomenat per: Garrotxa                             |             |           |                     | Modifica les dades a Wikidata |
|        | Carrer Jaume Ferrer               | Blanes   | carrer       | Anomenat per: Jaume Ferrer de Blanes               |             |           |                     | Modifica les dades a Wikidata |
|        | Carrer Llarg                      | Blanes   | carrer       | Anomenat per: longitud                             |             |           |                     | Modifica les dades a Wikidata |
|        | Carrer Maragda                    | Blanes   | carrer       | Anomenat per: maragda                              |             |           |                     | Modifica les dades a Wikidata |
|        | Carrer Mas Massonet               | Blanes   | carrer       | Anomenat per: Mas Massonet                         |             |           |                     | Modifica les dades a Wikidata |
|        | Carrer Migdia                     | Blanes   | carrer       | Anomenat per: migdia                               |             |           |                     | Modifica les dades a Wikidata |
|        | Carrer Mina                       | Blanes   | carrer       |                                                    |             |           |                     | Modifica les dades a Wikidata |
|        | Carrer Mònaco                     | Blanes   | carrer       | Anomenat per: Mònaco                               |             |           |                     | Modifica les dades a Wikidata |
|        | Carrer Nil M. Fabra               | Blanes   | carrer       | Anomenat per: Nil Maria Fabra i Deas               |             |           |                     | Modifica les dades a Wikidata |
|        | Carrer Petit del Raval            | Blanes   | carrer       | Anomenat per: petit raval                          |             |           |                     | Modifica les dades a Wikidata |
|        | Carrer Petxina                    | Blanes   | carrer       | Anomenat per: cloïssa                              |             |           |                     | Modifica les dades a Wikidata |
|        | Carrer Pirineus                   | Blanes   | carrer       | Anomenat per: Pirineus                             |             |           |                     | Modifica les dades a Wikidata |
|        | Carrer Ponent                     | Blanes   | carrer       |                                                    |             |           |                     | Modifica les dades a Wikidata |
|        | Carrer Priorat                    | Blanes   | carrer       | Anomenat per: priorat                              |             |           |                     | Modifica les dades a Wikidata |
|        | Carrer Riera Alta                 | Blanes   | carrer       |                                                    |             |           |                     | Modifica les dades a Wikidata |
|        | Carrer Rosselló                   | Blanes   | carrer       | Anomenat per: Rosselló                             |             |           |                     | Modifica les dades a Wikidata |
|        | Carrer Sant Jaume                 | Blanes   | carrer       | Anomenat per: Jaume el Major                       |             |           |                     | Modifica les dades a Wikidata |
|        | Carrer Sol                        | Blanes   | carrer       | Anomenat per: Sol                                  |             |           |                     | Modifica les dades a Wikidata |
|        | Carrer Sol Ixent                  | Blanes   | carrer       | Anomenat per: albada                               |             |           |                     | Modifica les dades a Wikidata |
|        | Carrer Tarragona                  | Blanes   | carrer       | Anomenat per: Tarragona                            |             |           |                     | Modifica les dades a Wikidata |
|        | Carrer Theolongio Bacchio         | Blanes   | carrer       | Anomenat per: Theolongio Bacchio                   |             |           |                     | Modifica les dades a Wikidata |
|        | Carrer Vila de Lloret             | Blanes   | carrer       | Anomenat per: Lloret de Mar                        |             |           |                     | Modifica les dades a Wikidata |
|        | Carrer Vila de París              | Blanes   | carrer       | Anomenat per: París                                |             |           |                     | Modifica les dades a Wikidata |
|        | Travessia Vila de Madrid          | Blanes   | carrer       | Anomenat per: Madrid                               |             |           |                     | Modifica les dades a Wikidata |
|        | carrer d'Alfons Castelao          | Blanes   | carrer       | Anomenat per: Alfonso Daniel Rodríguez Castelao    |             |           |                     | Modifica les dades a Wikidata |
|        | carrer d'Amadeu Vives             | Blanes   | carrer       | Anomenat per: Amadeu Vives i Roig                  |             |           |                     | Modifica les dades a Wikidata |
|        | carrer d'Anselm Clavé             | Blanes   | carrer       | Anomenat per: Josep Anselm Clavé i Camps           |             |           |                     | Modifica les dades a Wikidata |
|        | carrer d'Antoni Gaudí i Cornet    | Blanes   | carrer       | Anomenat per: Antoni Gaudí i Cornet                |             |           |                     | Modifica les dades a Wikidata |
|        | carrer d'Arnau Gatell             | Blanes   | carrer       | Anomenat per: Arnau Cadell                         |             |           |                     | Modifica les dades a Wikidata |
|        | carrer d'Astúries                 | Blanes   | carrer       | Anomenat per: Astúries                             |             |           |                     | Modifica les dades a Wikidata |
|        | carrer d'Eivissa                  | Blanes   | carrer       | Anomenat per: Eivissa                              |             |           |                     | Modifica les dades a Wikidata |
|        | carrer d'Enric Morera             | Blanes   | carrer       | Anomenat per: Enric Morera i Viura                 |             |           |                     | Modifica les dades a Wikidata |
|        | carrer d'Àngel Guimerà            | Blanes   | carrer       | Anomenat per: Àngel Guimerà i Jorge                |             |           |                     | Modifica les dades a Wikidata |
|        | carrer d'Àngel Planells           | Blanes   | carrer       | Anomenat per: Àngel Planells i Cruañas             |             |           |                     | Modifica les dades a Wikidata |
|        | carrer de Barcelona               | Blanes   | carrer       | Anomenat per: Barcelona                            |             |           |                     | Modifica les dades a Wikidata |
|        | carrer de Cristòfor Colom         | Blanes   | carrer       | Anomenat per: Cristòfor Colom                      |             |           |                     | Modifica les dades a Wikidata |
|        | carrer de Ferran Soldevila        | Blanes   | carrer       | Anomenat per: Ferran Soldevila i Zubiburu          |             |           |                     | Modifica les dades a Wikidata |
|        | carrer de Formentera              | Blanes   | carrer       | Anomenat per: Formentera                           |             |           |                     | Modifica les dades a Wikidata |
|        | carrer de Francesc Dorda          | Blanes   | carrer       | Anomenat per: Francesc Dorda Germí                 |             |           |                     | Modifica les dades a Wikidata |
|        | carrer de Francesc Macià i Llussà | Blanes   | carrer       | Anomenat per: Francesc Macià i Llussà              |             |           |                     | Modifica les dades a Wikidata |
|        | carrer de Girona                  | Blanes   | carrer       | Anomenat per: Girona                               |             |           |                     | Modifica les dades a Wikidata |
|        | carrer de Jaume Arcelós           | Blanes   | carrer       |                                                    |             |           |                     | Modifica les dades a Wikidata |
|        | carrer de Jaume I                 | Blanes   | carrer       | Anomenat per: Jaume el Conqueridor                 |             |           |                     | Modifica les dades a Wikidata |
|        | carrer de Joan Burcet             | Blanes   | carrer       | Anomenat per: Joan Burcet Grimalt                  |             |           |                     | Modifica les dades a Wikidata |
|        | carrer de Josep Maria Poblet      | Blanes   | carrer       | Anomenat per: Josep Maria Poblet i Guarro          |             |           |                     | Modifica les dades a Wikidata |
|        | carrer de Josep Maurí Serra       | Blanes   | carrer       | Anomenat per: Josep Maurí i Serra                  |             |           |                     | Modifica les dades a Wikidata |
|        | carrer de Lluís Millet            | Blanes   | carrer       | Anomenat per: Lluís Millet i Pagès                 |             |           |                     | Modifica les dades a Wikidata |
|        | carrer de Mallorca                | Blanes   | carrer       | Anomenat per: Mallorca                             |             |           |                     | Modifica les dades a Wikidata |
|        | carrer de Menorca                 | Blanes   | carrer       | Anomenat per: Menorca                              |             |           |                     | Modifica les dades a Wikidata |
|        | carrer de Mercè Rodoreda          | Blanes   | carrer       | Anomenat per: Mercè Rodoreda i Gurguí              |             |           |                     | Modifica les dades a Wikidata |
|        | carrer de Mollet                  | Blanes   | carrer       |                                                    |             |           |                     | Modifica les dades a Wikidata |
|        | carrer de Pompeu Fabra            | Blanes   | carrer       | Anomenat per: Pompeu Fabra i Poch                  |             |           |                     | Modifica les dades a Wikidata |
|        | carrer de Provença                | Blanes   | carrer       | Anomenat per: Provença                             |             |           |                     | Modifica les dades a Wikidata |
|        | carrer de Ramon Muntaner          | Blanes   | carrer       | Anomenat per: Ramon Muntaner                       |             |           |                     | Modifica les dades a Wikidata |
|        | carrer de Roig i Jalpí            | Blanes   | carrer       | Anomenat per: Joan Gaspar Roig i Jalpí             |             |           |                     | Modifica les dades a Wikidata |
|        | carrer de Rubén Darío             | Blanes   | carrer       | Anomenat per: Rubén Darío                          |             |           |                     | Modifica les dades a Wikidata |
|        | carrer de Sant Bonós              | Blanes   | carrer       | Anomenat per: Bonós i Maximià d'Antioquia          |             |           |                     | Modifica les dades a Wikidata |
|        | carrer de Sant Gaietà             | Blanes   | carrer       | Anomenat per: Gaietà de Thiene                     |             |           |                     | Modifica les dades a Wikidata |
|        | carrer de Sant Pere Màrtir        | Blanes   | carrer       | Anomenat per: Sant Pere                            |             |           |                     | Modifica les dades a Wikidata |
|        | carrer de Sant Pere de Roda       | Blanes   | carrer       | Anomenat per: monestir de Sant Pere de Rodes       |             |           |                     | Modifica les dades a Wikidata |
|        | carrer de Sant Vicenç Ferrer      | Blanes   | carrer       | Anomenat per: Sant Vicent Ferrer                   |             |           |                     | Modifica les dades a Wikidata |
|        | carrer de Santa Bàrbara           | Blanes   | carrer       | Anomenat per: Bàrbara de Nicomèdia                 |             |           |                     | Modifica les dades a Wikidata |
|        | carrer de Santa Cecília           | Blanes   | carrer       | Anomenat per: Cecília de Roma                      |             |           |                     | Modifica les dades a Wikidata |
|        | carrer de Tordera                 | Blanes   | carrer       | Anomenat per: Tordera                              |             |           |                     | Modifica les dades a Wikidata |
|        | carrer de València                | Blanes   | carrer       | Anomenat per: València                             |             |           |                     | Modifica les dades a Wikidata |
|        | carrer de Vidal i Barraquer       | Blanes   | carrer       | Anomenat per: Francesc d'Assís Vidal i Barraquer   |             |           |                     | Modifica les dades a Wikidata |
|        | carrer de l'Abat Escarré          | Blanes   | carrer       | Anomenat per: Aureli Maria Escarré i Jané          |             |           |                     | Modifica les dades a Wikidata |
|        | carrer de l'Abat Oliba            | Blanes   | carrer       | Anomenat per: abat Oliba                           |             |           |                     | Modifica les dades a Wikidata |
|        | carrer de l'Antiga                | Blanes   | carrer       | Anomenat per: capella de l'Antiga                  |             |           |                     | Modifica les dades a Wikidata |
|        | carrer de l'Esperança             | Blanes   | carrer       | Anomenat per: esperança                            |             |           |                     | Modifica les dades a Wikidata |
|        | carrer de l'Or                    | Blanes   | carrer       | Anomenat per: or                                   |             |           |                     | Modifica les dades a Wikidata |
|        | carrer de la Costa Brava          | Blanes   | carrer       | Anomenat per: Costa Brava                          |             |           |                     | Modifica les dades a Wikidata |
|        | carrer de la Fe                   | Blanes   | carrer       | Anomenat per: fe                                   |             |           |                     | Modifica les dades a Wikidata |
|        | carrer de la Font                 | Blanes   | carrer       | Anomenat per: font                                 |             |           |                     | Modifica les dades a Wikidata |
|        | carrer de la Selva                | Blanes   | carrer       | Anomenat per: Selva                                |             |           |                     | Modifica les dades a Wikidata |
|        | carrer de la Violeta              | Blanes   | carrer       | Anomenat per: Viola                                |             |           |                     | Modifica les dades a Wikidata |
|        | carrer de les Alberes             | Blanes   | carrer       | Anomenat per: Albera                               |             |           |                     | Modifica les dades a Wikidata |
|        | carrer de les Gavarres            | Blanes   | carrer       | Anomenat per: massís de les Gavarres               |             |           |                     | Modifica les dades a Wikidata |
|        | carrer de les Guilleries          | Blanes   | carrer       | Anomenat per: les Guilleries                       |             |           |                     | Modifica les dades a Wikidata |
|        | carrer de les Illes Formigues     | Blanes   | carrer       | Anomenat per: illes Formigues                      |             |           |                     | Modifica les dades a Wikidata |
|        | carrer de les Medes               | Blanes   | carrer       | Anomenat per: Illes Medes                          |             |           |                     | Modifica les dades a Wikidata |
|        | carrer de s'Auguer                | Blanes   | carrer       | Anomenat per: Auguer                               |             |           |                     | Modifica les dades a Wikidata |
|        | carrer del Canigó                 | Blanes   | carrer       | Anomenat per: Canigó                               |             |           |                     | Modifica les dades a Wikidata |
|        | carrer del Contoliu               | Blanes   | carrer       |                                                    |             |           |                     | Modifica les dades a Wikidata |
|        | carrer del Gironès                | Blanes   | carrer       | Anomenat per: Gironès                              |             |           |                     | Modifica les dades a Wikidata |
|        | carrer del Maresme                | Blanes   | carrer       | Anomenat per: Maresme                              |             |           |                     | Modifica les dades a Wikidata |
|        | carrer del Montseny               | Blanes   | carrer       | Anomenat per: massís del Montseny                  |             |           |                     | Modifica les dades a Wikidata |
|        | carrer del Pare Manyanet          | Blanes   | carrer       | Anomenat per: Josep Manyanet i Vives               |             |           |                     | Modifica les dades a Wikidata |
|        | carrer del Pou Nou                | Blanes   | carrer       | Anomenat per: pou                                  |             |           |                     | Modifica les dades a Wikidata |
|        | carrer del Raval                  | Blanes   | carrer       | Anomenat per: suburbi                              |             |           |                     | Modifica les dades a Wikidata |
|        | carrer del Ripollès               | Blanes   | carrer       | Anomenat per: Ripollès                             |             |           |                     | Modifica les dades a Wikidata |
|        | carrer del Ter                    | Blanes   | carrer       | Anomenat per: Ter                                  |             |           |                     | Modifica les dades a Wikidata |
|        | carrer del Vilar                  | Blanes   | carrer       |                                                    |             |           |                     | Modifica les dades a Wikidata |
|        | carrer dels Filadors              | Blanes   | carrer       | Anomenat per: filador                              |             |           |                     | Modifica les dades a Wikidata |
|        | carrer dels Olivers               | Blanes   | carrer       | Anomenat per: olivera                              |             |           |                     | Modifica les dades a Wikidata |

## casa
| imatge | Nom                                      | Ubicat a | instància de | Detalls                                                        | coordenades                                                                                            | Protecció                                  | Commons (més fotos)                   | Dades a WD                    |
| ------ | ---------------------------------------- | -------- | ------------ | -------------------------------------------------------------- | --- | ------------------------------------------ | ------------------------------------- | ----------------------------- |
|        | Bar Rafel                                | Blanes   | casa         |                                                                | 41° 40′ 30″ N, 2° 47′ 26″ E / 41.67495°N,2.7906°E ca:Pl. Verge Maria, 4 6 msnm                         | bé cultural d'interès local                | Bar Rafel                             | Modifica les dades a Wikidata |
|        | Ca l'Oliveras                            | Blanes   | casa         | Estil: arquitectura eclèctica                                  | 41° 40′ 24″ N, 2° 47′ 28″ E / 41.67321°N,2.79123°E                                                     | bé cultural d'interès local                | Ca l'Oliveras (Blanes)                | Modifica les dades a Wikidata |
|        | Ca l'Orench                              | Blanes   | casa         | Arquitecte: Francesc Folguera i Grassi Estil: noucentisme      | 41° 40′ 31″ N, 2° 47′ 28″ E / 41.67529167°N,2.79121111°E ca:Jaume Ferrer, 2                            | bé cultural d'interès local                | Ca l'Orench (Blanes)                  | Modifica les dades a Wikidata |
|        | Can Balliu                               | Blanes   | casa         | Estil: barroc                                                  | 41° 40′ 29″ N, 2° 47′ 30″ E / 41.674619°N,2.791744°E ca:Ample, 15                                      | bé cultural d'interès local                | Can Balliu (Blanes)                   | Modifica les dades a Wikidata |
|        | Can Carbó                                | Blanes   | casa         | Estil: arquitectura eclèctica                                  | 41° 40′ 30″ N, 2° 47′ 25″ E / 41.675°N,2.79037°E                                                       | bé cultural d'interès local                | Can Carbó (Blanes)                    | Modifica les dades a Wikidata |
|        | Can Creus                                | Blanes   | casa         | Estil: arquitectura popular                                    | 41° 40′ 28″ N, 2° 47′ 32″ E / 41.67445°N,2.79214°E                                                     | bé cultural d'interès local                | Can Creus (Blanes)                    | Modifica les dades a Wikidata |
|        | Can Genís                                | Blanes   | casa         |                                                                | 41° 40′ 30″ N, 2° 47′ 26″ E / 41.67509°N,2.79053°E ca:C. Raval, 17-17B 6 msnm                          | bé cultural d'interès local                | Can Genís (Blanes)                    | Modifica les dades a Wikidata |
|        | Can Girbau                               | Blanes   | casa         | Estil: gòtic flamíger                                          | 41° 40′ 31″ N, 2° 47′ 31″ E / 41.67526°N,2.79193°E ca:Nou, 12                                          | bé cultural d'interès local                | Can Girbau                            | Modifica les dades a Wikidata |
|        | Can Masó                                 | Blanes   | casa         | Estil: arquitectura popular                                    | 41° 40′ 22″ N, 2° 47′ 27″ E / 41.67288°N,2.79096°E                                                     | bé cultural d'interès local                | Can Masó (Blanes)                     | Modifica les dades a Wikidata |
|        | Can Miralbell                            | Blanes   | casa         | Estil: noucentisme                                             | 41° 40′ 28″ N, 2° 47′ 31″ E / 41.67454167°N,2.79183889°E ca:Ample, 13                                  | bé cultural d'interès local                | Can Miralbell (Blanes)                | Modifica les dades a Wikidata |
|        | Can Mitjarmilla                          | Blanes   | casa         | Estil: historicisme arquitectònic Estat: enderrocat o destruït | 41° 40′ 24″ N, 2° 47′ 26″ E / 41.67332°N,2.79058°E                                                     | bé integrant del patrimoni cultural català |                                       | Modifica les dades a Wikidata |
|        | Can Planells                             | Blanes   | casa         |                                                                | 41° 40′ 30″ N, 2° 47′ 26″ E / 41.67503°N,2.79068°E ca:Pl. Verge Maria, 2 6 msnm                        | bé cultural d'interès local                | Can Planells (Blanes)                 | Modifica les dades a Wikidata |
|        | Can Rogelio Puig                         | Blanes   | casa         | Estil: arquitectura eclèctica                                  | 41° 40′ 31″ N, 2° 47′ 39″ E / 41.67536°N,2.79428°E                                                     | bé cultural d'interès local                | Can Rogelio Puig                      | Modifica les dades a Wikidata |
|        | Can Sicra                                | Blanes   | casa         | Estil: arquitectura popular                                    | 41° 40′ 33″ N, 2° 47′ 49″ E / 41.67591°N,2.797°E ca:Pg. Mestrança, 92-93                               | bé integrant del patrimoni cultural català | Can Sicra (Blanes)                    | Modifica les dades a Wikidata |
|        | Can Tordera                              | Blanes   | casa         | Estil: modernisme català arquitectura modernista               | 41° 40′ 25″ N, 2° 47′ 30″ E / 41.673594°N,2.791694°E                                                   | bé cultural d'interès local                | Can Tordera                           | Modifica les dades a Wikidata |
|        | Casa Burcet                              | Blanes   | casa         | Estil: noucentisme                                             | 41° 40′ 29″ N, 2° 47′ 35″ E / 41.674603°N,2.792994°E ca:Roig Jalpí, 3                                  | bé cultural d'interès local                | Casa Burcet                           | Modifica les dades a Wikidata |
|        | Casa Folguera                            | Blanes   | casa         | Arquitecte: Francesc Folguera i Grassi Estil: noucentisme      | 41° 40′ 31″ N, 2° 47′ 38″ E / 41.67538056°N,2.79398889°E                                               | bé cultural d'interès local                | Casa Folguera                         | Modifica les dades a Wikidata |
|        | Casa Saladrigas                          | Blanes   | casa         | Arquitecte: Isidre Puig i Boada Estil: noucentisme             | 41° 40′ 33″ N, 2° 47′ 45″ E / 41.67580556°N,2.79577778°E ca:Pg. Roig i Raventós, 2 / Pg. Mestrança, 73 | bé cultural d'interès local                | Casa Saladrigas                       | Modifica les dades a Wikidata |
|        | Casa d'Oms                               | Blanes   | casa         |                                                                | 41° 40′ 28″ N, 2° 47′ 31″ E / 41.674449°N,2.791919°E                                                   | bé cultural d'interès local                | Casa d'Oms (Blanes)                   | Modifica les dades a Wikidata |
|        | Hotel Núria                              | Blanes   | casa         | Estil: arquitectura eclèctica                                  | 41° 40′ 23″ N, 2° 47′ 28″ E / 41.67317°N,2.79119°E                                                     | bé cultural d'interès local                | Antic Hotel Núria (Blanes)            | Modifica les dades a Wikidata |
|        | els Terrassans                           | Blanes   | casa         | Estil: arquitectura popular                                    | 41° 40′ 27″ N, 2° 47′ 32″ E / 41.6742°N,2.79217°E                                                      | bé cultural d'interès local                | Els Terrassans                        | Modifica les dades a Wikidata |
|        | habitatge al carrer Ample, 7             | Blanes   | casa         |                                                                | 41° 40′ 28″ N, 2° 47′ 31″ E / 41.674403°N,2.792008°E Carrer Ample                                      | bé cultural d'interès local                | Habitatge al carrer Ample, 7 (Blanes) | Modifica les dades a Wikidata |
|        | habitatge al passeig Cortils i Vieta, 60 | Blanes   | casa         | Estil: arquitectura modernista                                 | 41° 40′ 31″ N, 2° 47′ 42″ E / 41.67532°N,2.79509°E ca:Passeig Cortils i Vieta, 60                      | bé integrant del patrimoni cultural català | Passeig Cortils i Vieta, 60           | Modifica les dades a Wikidata |

## curs d'aigua
| imatge | Nom             | Ubicat a                      | instància de | Detalls                                   | coordenades                                                                                               | Protecció | Commons (més fotos) | Dades a WD                    |
| ------ | --------------- | ----------------------------- | ------------ | ----------------------------------------- | --- | --------- | ------------------- | ----------------------------- |
|        | la Tordera      | Selva Vallès Oriental Maresme | curs d'aigua | Desemboca: mar Mediterrània Llarg: 61.5km | 41° 48′ 13″ N, 2° 25′ 05″ E / 41.803521°N,2.418014°E 41° 39′ 03″ N, 2° 46′ 39″ E / 41.650939°N,2.777482°E |           | Tordera River       | Modifica les dades a Wikidata |
|        | riera de Blanes | Blanes                        | curs d'aigua | Desemboca: mar Mediterrània               | |           | Riera de Blanes     | Modifica les dades a Wikidata |

## edifici
| imatge | Nom                            | Ubicat a | instància de | Detalls                                          | coordenades                                                                     | Protecció                                  | Commons (més fotos)                     | Dades a WD                    |
| ------ | ------------------------------ | -------- | ------------ | ------------------------------------------------ | ------------------------------------------------------------------------------- | ------------------------------------------ | --------------------------------------- | ----------------------------- |
|        | Casa del Poble de Blanes       | Blanes   | edifici      | Estil: noucentisme                               | 41° 40′ 24″ N, 2° 47′ 30″ E / 41.6733°N,2.79161°E                               | bé cultural d'interès local                | Casa del Poble (Blanes)                 | Modifica les dades a Wikidata |
|        | Escola Municipal Joaquim Ruyra | Blanes   | edifici      | Estil: noucentisme                               | 41° 40′ 13″ N, 2° 47′ 18″ E / 41.67036°N,2.78822°E                              | bé integrant del patrimoni cultural català | Escola Municipal Joaquim Ruyra (Blanes) | Modifica les dades a Wikidata |
|        | Hospital Asil de Sant Jaume    | Blanes   | edifici      | Estil: modernisme català arquitectura modernista | 41° 40′ 33″ N, 2° 47′ 13″ E / 41.67575278°N,2.78698056°E es:Cr Jaume Arcelos, 1 | bé cultural d'interès local                | Hospital Asil de Sant Jaume             | Modifica les dades a Wikidata |
|        | Llotja Vella del Peix          | Blanes   | edifici      | Estil: arquitectura popular                      | 41° 40′ 32″ N, 2° 48′ 00″ E / 41.67561°N,2.80012°E 3 msnm                       | bé integrant del patrimoni cultural català | Llotja Vella del Peix, Blanes           | Modifica les dades a Wikidata |
|        | Mirador de Cala sa Forcanera   | Blanes   | edifici      |                                                  | 41° 40′ 35″ N, 2° 48′ 16″ E / 41.67631°N,2.804334°E                             | bé cultural d'interès local                |                                         | Modifica les dades a Wikidata |
|        | el Convent                     | Blanes   | edifici      | Estil: arquitectura popular                      | 41° 40′ 29″ N, 2° 48′ 09″ E / 41.67477°N,2.80254°E                              | bé cultural d'interès local                | El Convent (Blanes)                     | Modifica les dades a Wikidata |

## edifici escolar
| imatge | Nom                   | Ubicat a | instància de    | Detalls                       | coordenades                                                                            | Protecció                                  | Commons (més fotos) | Dades a WD                    |
| ------ | --------------------- | -------- | --------------- | ----------------------------- | -------------------------------------------------------------------------------------- | ------------------------------------------ | ------------------- | ----------------------------- |
|        | Col·legi dels Padrets | Blanes   | edifici escolar | 19th century                  | 41° 40′ 35″ N, 2° 47′ 29″ E / 41.67641°N,2.79139°E ca:C. de Santa Bàrbara, 1-3 20 msnm | bé cultural d'interès local                |                     | Modifica les dades a Wikidata |
|        | Escola de la Salut    | Blanes   | edifici escolar | Estil: arquitectura eclèctica | 41° 40′ 35″ N, 2° 47′ 28″ E / 41.676317°N,2.791119°E ca:Santa Bàrbara, 1-3             | bé integrant del patrimoni cultural català | Escola de la Salut  | Modifica les dades a Wikidata |

## església
| imatge | Nom                                      | Ubicat a | instància de     | Detalls                                                   | coordenades                                                                      | Protecció                                            | Commons (més fotos)                  | Dades a WD                    |
| ------ | ---------------------------------------- | -------- | ---------------- | --------------------------------------------------------- | -------------------------------------------------------------------------------- | ---------------------------------------------------- | ------------------------------------ | ----------------------------- |
|        | Ermita de Sant Joan de Blanes            | Blanes   | església ermita  |                                                           | 41° 40′ 45″ N, 2° 47′ 53″ E / 41.679161°N,2.798025°E                             | bé cultural d'interès local                          | Ermita de Sant Joan de Blanes        | Modifica les dades a Wikidata |
|        | Ermita de Santa Bàrbara                  | Blanes   | església ermita  | Estil: arquitectura popular                               | 41° 40′ 56″ N, 2° 48′ 04″ E / 41.68229722°N,2.80098611°E ca:Pg. de Santa Bàrbara | bé d'interès cultural bé cultural d'interès nacional | Ermita de Santa Bàrbara de Blanes    | Modifica les dades a Wikidata |
|        | Mare de Déu del Vilar                    | Blanes   | església         | Estil: noucentisme                                        | 41° 42′ 52″ N, 2° 46′ 37″ E / 41.71438°N,2.77701°E 98 msnm                       | bé cultural d'interès local                          | Mare de Déu del Vilar                | Modifica les dades a Wikidata |
|        | Sant Francesc de Blanes                  | Blanes   | església ermita  | Estil: arquitectura popular                               | 41° 40′ 41″ N, 2° 48′ 22″ E / 41.678°N,2.8061°E                                  | bé cultural d'interès local                          | Ermita de Sant Francesc (Blanes)     | Modifica les dades a Wikidata |
|        | Santa Maria de Blanes                    | Blanes   | església         | Estil: arquitectura gòtica 1410 Anomenat per: Verge Maria | 41° 40′ 33″ N, 2° 47′ 34″ E / 41.67583333°N,2.79277778°E                         | bé cultural d'interès nacional                       | Santa Maria de Blanes                | Modifica les dades a Wikidata |
|        | capella de l'Antiga                      | Blanes   | església         | Estil: arquitectura popular                               | 41° 40′ 29″ N, 2° 47′ 22″ E / 41.67481667°N,2.78940556°E                         | bé cultural d'interès local                          | Nostra Senyora de l'Antiga de Blanes | Modifica les dades a Wikidata |
|        | capella de l'Esperança                   | Blanes   | església capella | Estil: arquitectura popular                               | 41° 40′ 33″ N, 2° 47′ 44″ E / 41.675936°N,2.795689°E                             | bé cultural d'interès local                          | Ermita de l'Esperança                | Modifica les dades a Wikidata |
|        | capella de la Salut                      | Blanes   | església         | Estil: arquitectura popular                               | 41° 40′ 35″ N, 2° 47′ 28″ E / 41.67639722°N,2.79098333°E                         | bé cultural d'interès local                          | Capella de la Salut (Blanes)         | Modifica les dades a Wikidata |
|        | església de Santa Teresa de Blanes       | Blanes   | església         |                                                           | 41° 40′ 58″ N, 2° 46′ 50″ E / 41.682882°N,2.780582°E                             |                                                      |                                      | Modifica les dades a Wikidata |
|        | església de la Sagrada Família de Blanes | Blanes   | església         |                                                           | 41° 39′ 58″ N, 2° 47′ 05″ E / 41.66619°N,2.784674°E                              |                                                      |                                      | Modifica les dades a Wikidata |

## font
| imatge | Nom                          | Ubicat a | instància de | Detalls                    | coordenades                                                         | Protecció                      | Commons (més fotos)                   | Dades a WD                    |
| ------ | ---------------------------- | -------- | ------------ | -------------------------- | ------------------------------------------------------------------- | ------------------------------ | ------------------------------------- | ----------------------------- |
|        | Font gòtica                  | Blanes   | font         | Estil: arquitectura gòtica | 41° 40′ 30″ N, 2° 47′ 30″ E / 41.674936°N,2.791692°E ca:Ample       | bé cultural d'interès nacional | Font gòtica de Blanes                 | Modifica les dades a Wikidata |
|        | font de la Mina Cristal·lina | Blanes   | font         | Estil: noucentisme         | 41° 40′ 24″ N, 2° 47′ 28″ E / 41.67335°N,2.79111°E ca:Pg. de Dintre | bé cultural d'interès local    | Font de la Mina Cristal·lina (Blanes) | Modifica les dades a Wikidata |

## masia
| imatge | Nom                 | Ubicat a | instància de | Detalls                                         | coordenades                                                                     | Protecció                                  | Commons (més fotos)   | Dades a WD                    |
| ------ | ------------------- | -------- | ------------ | ----------------------------------------------- | ------------------------------------------------------------------------------- | ------------------------------------------ | --------------------- | ----------------------------- |
|        | Ca l'Aimeric        | Blanes   | masia        |                                                 | 41° 42′ 49″ N, 2° 47′ 10″ E / 41.7137°N,2.78625°E 138 msnm                      |                                            |                       | Modifica les dades a Wikidata |
|        | Ca l'Amado Carreras | Blanes   | masia        | Estil: noucentisme                              | 41° 40′ 32″ N, 2° 48′ 05″ E / 41.67562778°N,2.80144444°E ca:Pg. de Carles Faust | bé cultural d'interès local                | Casa l'Amado Carreras | Modifica les dades a Wikidata |
|        | Ca l'Urzet          | Blanes   | masia        |                                                 | 41° 41′ 20″ N, 2° 47′ 53″ E / 41.6889469893555°N,2.79806474005902°E             |                                            |                       | Modifica les dades a Wikidata |
|        | Ca la Guidó         | Blanes   | masia        |                                                 | 41° 40′ 55″ N, 2° 46′ 45″ E / 41.68197778°N,2.77919722°E 50 msnm                |                                            |                       | Modifica les dades a Wikidata |
|        | Ca la Lluïsa        | Blanes   | masia        |                                                 | 41° 42′ 59″ N, 2° 46′ 09″ E / 41.716254470503°N,2.7692709549276°E               |                                            |                       | Modifica les dades a Wikidata |
|        | Ca n'Eric           | Blanes   | masia        |                                                 | 41° 42′ 05″ N, 2° 46′ 35″ E / 41.7012645689277°N,2.77634453556573°E             |                                            |                       | Modifica les dades a Wikidata |
|        | Cal Bonic Gros      | Blanes   | masia        |                                                 | 41° 43′ 05″ N, 2° 46′ 05″ E / 41.718053440935°N,2.768062352802°E                |                                            |                       | Modifica les dades a Wikidata |
|        | Cal Gorrista        | Blanes   | masia        |                                                 | 41° 41′ 08″ N, 2° 47′ 26″ E / 41.6855105875135°N,2.7904214628424°E              |                                            |                       | Modifica les dades a Wikidata |
|        | Cal Parrado         | Blanes   | masia        |                                                 | 41° 40′ 55″ N, 2° 47′ 13″ E / 41.6819912098598°N,2.78684037424235°E             |                                            |                       | Modifica les dades a Wikidata |
|        | Cal Sabater         | Blanes   | masia        |                                                 | 41° 42′ 16″ N, 2° 46′ 10″ E / 41.70456389°N,2.76956944°E 52 msnm                |                                            |                       | Modifica les dades a Wikidata |
|        | Cal Tereno          | Blanes   | masia        |                                                 | 41° 39′ 47″ N, 2° 46′ 21″ E / 41.663192957962°N,2.772596587871°E                |                                            |                       | Modifica les dades a Wikidata |
|        | Cal Tero            | Blanes   | masia        |                                                 | 41° 40′ 01″ N, 2° 46′ 07″ E / 41.667057916039°N,2.7685228305745°E               |                                            |                       | Modifica les dades a Wikidata |
|        | Cal Terrassà        | Blanes   | masia        |                                                 | 41° 41′ 01″ N, 2° 46′ 56″ E / 41.6835225697389°N,2.78211328245852°E             |                                            |                       | Modifica les dades a Wikidata |
|        | Can Banyoles        | Blanes   | masia        |                                                 | 41° 41′ 27″ N, 2° 47′ 02″ E / 41.6908940026298°N,2.7840110872451°E              |                                            |                       | Modifica les dades a Wikidata |
|        | Can Batlle          | Blanes   | masia        |                                                 | 41° 41′ 14″ N, 2° 47′ 02″ E / 41.6872187472662°N,2.78383112325626°E             |                                            |                       | Modifica les dades a Wikidata |
|        | Can Bruno           | Blanes   | masia        |                                                 | 41° 41′ 48″ N, 2° 46′ 41″ E / 41.69657778°N,2.77791667°E 46 msnm                |                                            |                       | Modifica les dades a Wikidata |
|        | Can Camaró          | Blanes   | masia        |                                                 | 41° 40′ 55″ N, 2° 47′ 48″ E / 41.6819641522033°N,2.79676491470307°E             |                                            |                       | Modifica les dades a Wikidata |
|        | Can Carolí          | Blanes   | masia        |                                                 | 41° 41′ 48″ N, 2° 47′ 44″ E / 41.6966886925761°N,2.79555283783921°E             |                                            |                       | Modifica les dades a Wikidata |
|        | Can Crema-sants     | Blanes   | masia        |                                                 | 41° 42′ 02″ N, 2° 47′ 12″ E / 41.7006089116459°N,2.78680293993529°E             |                                            |                       | Modifica les dades a Wikidata |
|        | Can Ferrer del Puig | Blanes   | masia        | Estil: arquitectura popular 18th century        | 41° 40′ 15″ N, 2° 46′ 59″ E / 41.67072°N,2.78297°E ca:C. Mas Ferrer, 3 44 msnm  | bé cultural d'interès local                | Can Ferrer del Puig   | Modifica les dades a Wikidata |
|        | Can Jofre           | Blanes   | masia        |                                                 | 41° 41′ 53″ N, 2° 46′ 45″ E / 41.6980366069206°N,2.77924005507539°E             |                                            |                       | Modifica les dades a Wikidata |
|        | Can Llambí          | Blanes   | masia        |                                                 | 41° 41′ 11″ N, 2° 47′ 12″ E / 41.6865123737617°N,2.78660916517582°E             |                                            |                       | Modifica les dades a Wikidata |
|        | Can Llinares        | Blanes   | masia        |                                                 | 41° 40′ 08″ N, 2° 46′ 22″ E / 41.6687506850374°N,2.77274520736974°E             |                                            |                       | Modifica les dades a Wikidata |
|        | Can Miquel          | Blanes   | masia        |                                                 | 41° 42′ 02″ N, 2° 46′ 30″ E / 41.7005952064827°N,2.77489261157237°E             |                                            |                       | Modifica les dades a Wikidata |
|        | Can Rabassa         | Blanes   | masia        |                                                 | 41° 41′ 15″ N, 2° 46′ 13″ E / 41.6876°N,2.77021667°E 25 msnm                    |                                            |                       | Modifica les dades a Wikidata |
|        | Can Sabata          | Blanes   | masia        |                                                 | 41° 40′ 55″ N, 2° 45′ 57″ E / 41.6819862449056°N,2.76577796115118°E             |                                            |                       | Modifica les dades a Wikidata |
|        | Can Soms            | Blanes   | masia        |                                                 | 41° 40′ 01″ N, 2° 46′ 12″ E / 41.667024949778°N,2.77004850998594°E              |                                            |                       | Modifica les dades a Wikidata |
|        | Can Vieta           | Blanes   | masia        |                                                 | 41° 40′ 55″ N, 2° 47′ 53″ E / 41.6818404454368°N,2.79812300477544°E             |                                            |                       | Modifica les dades a Wikidata |
|        | Can Vivó            | Blanes   | masia        | Estil: arquitectura popular                     | 41° 40′ 52″ N, 2° 47′ 15″ E / 41.68124°N,2.78744°E                              | bé integrant del patrimoni cultural català |                       | Modifica les dades a Wikidata |
|        | Casa Bados          | Blanes   | masia        |                                                 | 41° 41′ 11″ N, 2° 48′ 22″ E / 41.6863757525381°N,2.80608738273227°E             |                                            |                       | Modifica les dades a Wikidata |
|        | Cases Pla           | Blanes   | masia        |                                                 | 41° 41′ 18″ N, 2° 47′ 31″ E / 41.6882063962416°N,2.79189071083689°E             |                                            |                       | Modifica les dades a Wikidata |
|        | Font d'en Nàpol     | Blanes   | masia        |                                                 | 41° 41′ 35″ N, 2° 47′ 21″ E / 41.693011411018°N,2.78925548945645°E              |                                            |                       | Modifica les dades a Wikidata |
|        | Horta d'en Beia     | Blanes   | masia        |                                                 | 41° 41′ 10″ N, 2° 47′ 29″ E / 41.6862240500874°N,2.79146452787832°E 31 msnm     |                                            |                       | Modifica les dades a Wikidata |
|        | Mas Albertí         | Blanes   | masia        |                                                 | 41° 41′ 51″ N, 2° 46′ 33″ E / 41.6975166201698°N,2.77584074865164°E             |                                            |                       | Modifica les dades a Wikidata |
|        | Mas Bassó           | Blanes   | masia        | Estil: arquitectura popular                     | 41° 41′ 10″ N, 2° 46′ 10″ E / 41.68623°N,2.76942°E                              | bé integrant del patrimoni cultural català |                       | Modifica les dades a Wikidata |
|        | Mas Bessó           | Blanes   | masia        |                                                 | 41° 41′ 15″ N, 2° 46′ 23″ E / 41.6874049660171°N,2.77296795899913°E             |                                            |                       | Modifica les dades a Wikidata |
|        | Mas Bonic           | Blanes   | masia        |                                                 | 41° 43′ 03″ N, 2° 46′ 13″ E / 41.7174204244813°N,2.77030173784296°E             |                                            |                       | Modifica les dades a Wikidata |
|        | Mas Buscall         | Blanes   | masia        |                                                 | 41° 40′ 55″ N, 2° 47′ 23″ E / 41.6819783976454°N,2.78966395947465°E             |                                            |                       | Modifica les dades a Wikidata |
|        | Mas Duran           | Blanes   | masia        |                                                 | 41° 40′ 50″ N, 2° 46′ 32″ E / 41.680438477724°N,2.7755395816798°E               |                                            |                       | Modifica les dades a Wikidata |
|        | Mas Gaiet           | Blanes   | masia        |                                                 | 41° 41′ 46″ N, 2° 46′ 28″ E / 41.6959915081913°N,2.77435585159417°E             |                                            |                       | Modifica les dades a Wikidata |
|        | Mas Gelat           | Blanes   | masia        |                                                 | 41° 40′ 57″ N, 2° 46′ 12″ E / 41.68246°N,2.77013°E                              | bé integrant del patrimoni cultural català |                       | Modifica les dades a Wikidata |
|        | Mas Gregori         | Blanes   | masia        |                                                 | 41° 41′ 26″ N, 2° 48′ 26″ E / 41.6906830295737°N,2.80719200080069°E             |                                            |                       | Modifica les dades a Wikidata |
|        | Mas Griva           | Blanes   | masia        |                                                 | 41° 40′ 34″ N, 2° 46′ 35″ E / 41.6762249788764°N,2.77649131436452°E             |                                            |                       | Modifica les dades a Wikidata |
|        | Mas Guelo           | Blanes   | masia        | Estil: arquitectura popular arquitectura gòtica | 41° 41′ 00″ N, 2° 47′ 10″ E / 41.68321°N,2.78616°E ca:Urbanització Mas Guelo    | bé integrant del patrimoni cultural català |                       | Modifica les dades a Wikidata |
|        | Mas Guillem         | Blanes   | masia        |                                                 | 41° 41′ 02″ N, 2° 46′ 41″ E / 41.6838568132221°N,2.77791877150522°E             |                                            |                       | Modifica les dades a Wikidata |
|        | Mas Llorenç         | Blanes   | masia        |                                                 | 41° 41′ 06″ N, 2° 46′ 13″ E / 41.6849046298395°N,2.77027323446158°E             |                                            |                       | Modifica les dades a Wikidata |
|        | Mas López           | Blanes   | masia        |                                                 | 41° 40′ 46″ N, 2° 46′ 30″ E / 41.6794465217392°N,2.77494229841658°E             |                                            |                       | Modifica les dades a Wikidata |
|        | Mas Martí           | Blanes   | masia        | Estil: arquitectura popular                     | 41° 40′ 55″ N, 2° 47′ 03″ E / 41.68195°N,2.78412°E                              | bé integrant del patrimoni cultural català |                       | Modifica les dades a Wikidata |
|        | Mas Massonet        | Blanes   | masia        |                                                 |                                                                                 |                                            |                       | Modifica les dades a Wikidata |
|        | Mas Montells        | Blanes   | masia        | Estil: arquitectura popular                     | 41° 41′ 12″ N, 2° 46′ 26″ E / 41.68672°N,2.77389°E                              | bé integrant del patrimoni cultural català |                       | Modifica les dades a Wikidata |
|        | Mas Paiella         | Blanes   | masia        |                                                 | 41° 41′ 46″ N, 2° 46′ 37″ E / 41.6962214957596°N,2.77681868149977°E             |                                            |                       | Modifica les dades a Wikidata |
|        | Mas Peixet          | Blanes   | masia        |                                                 | 41° 41′ 41″ N, 2° 46′ 34″ E / 41.6946436672196°N,2.77600695062263°E             |                                            |                       | Modifica les dades a Wikidata |
|        | Mas Pons            | Blanes   | masia        |                                                 | 41° 40′ 45″ N, 2° 46′ 13″ E / 41.6792481738723°N,2.7702933520309°E              |                                            |                       | Modifica les dades a Wikidata |
|        | Mas Ponç            | Blanes   | masia        |                                                 | 41° 41′ 51″ N, 2° 46′ 28″ E / 41.69755892796°N,2.77444651668257°E               |                                            |                       | Modifica les dades a Wikidata |
|        | Mas Pubill          | Blanes   | masia        |                                                 | 41° 41′ 46″ N, 2° 46′ 39″ E / 41.6960876945425°N,2.77749213531634°E             |                                            |                       | Modifica les dades a Wikidata |
|        | Mas Puig            | Blanes   | masia        |                                                 | 41° 40′ 59″ N, 2° 46′ 32″ E / 41.6830056652668°N,2.77561476702128°E             |                                            |                       | Modifica les dades a Wikidata |
|        | Mas Rams            | Blanes   | masia        |                                                 | 41° 41′ 04″ N, 2° 46′ 48″ E / 41.6844821857686°N,2.77993523202495°E             |                                            |                       | Modifica les dades a Wikidata |
|        | Mas Sabata          | Blanes   | masia        |                                                 | 41° 40′ 53″ N, 2° 47′ 14″ E / 41.681469732498°N,2.78734672443478°E              |                                            |                       | Modifica les dades a Wikidata |
|        | Mas Solà            | Blanes   | masia        |                                                 | 41° 39′ 55″ N, 2° 46′ 26″ E / 41.6652578889699°N,2.77375448290777°E             |                                            |                       | Modifica les dades a Wikidata |
|        | Mas Tirons          | Blanes   | masia        |                                                 | 41° 42′ 00″ N, 2° 46′ 44″ E / 41.7000444913229°N,2.77887263499269°E             |                                            |                       | Modifica les dades a Wikidata |
|        | Mas Turon           | Blanes   | masia        |                                                 | 41° 40′ 50″ N, 2° 46′ 28″ E / 41.6804631934806°N,2.7743620460518°E              |                                            |                       | Modifica les dades a Wikidata |
|        | Mas de Valldolig    | Blanes   | masia        | Estil: arquitectura popular                     | 41° 41′ 23″ N, 2° 47′ 50″ E / 41.68978°N,2.79717°E                              | bé integrant del patrimoni cultural català |                       | Modifica les dades a Wikidata |
|        | Mas de s'Agüia      | Blanes   | masia        |                                                 |                                                                                 | bé cultural d'interès local                |                       | Modifica les dades a Wikidata |
|        | Molí de la Roca     | Blanes   | masia        |                                                 | 41° 40′ 07″ N, 2° 46′ 11″ E / 41.6685916111056°N,2.76975463304634°E             |                                            |                       | Modifica les dades a Wikidata |
|        | Tres Torres         | Blanes   | masia        |                                                 | 41° 41′ 07″ N, 2° 47′ 02″ E / 41.6853991554189°N,2.78375310392591°E             |                                            |                       | Modifica les dades a Wikidata |
|        | Vil·la Esther       | Blanes   | masia        |                                                 | 41° 41′ 02″ N, 2° 46′ 33″ E / 41.6840059922006°N,2.77588764706588°E             |                                            |                       | Modifica les dades a Wikidata |
|        | el Molí de Vent     | Blanes   | masia        |                                                 | 41° 40′ 57″ N, 2° 46′ 30″ E / 41.6824550108244°N,2.77499189152443°E             |                                            |                       | Modifica les dades a Wikidata |
|        | el Rieral           | Blanes   | masia        |                                                 | 41° 41′ 17″ N, 2° 48′ 10″ E / 41.6880272311845°N,2.80265780574575°E             |                                            |                       | Modifica les dades a Wikidata |
|        | el Sigle            | Blanes   | masia        |                                                 | 41° 40′ 41″ N, 2° 45′ 58″ E / 41.677969716237°N,2.76610489739073°E              |                                            |                       | Modifica les dades a Wikidata |

## muntanya
| imatge | Nom                   | Ubicat a             | instància de | Detalls | coordenades                                                         | Protecció | Commons (més fotos)        | Dades a WD                    |
| ------ | --------------------- | -------------------- | ------------ | ------- | ------------------------------------------------------------------- | --------- | -------------------------- | ----------------------------- |
|        | Roca des Viver        | Blanes               | muntanya     |         | 41° 40′ 38″ N, 2° 48′ 27″ E / 41.677184°N,2.807614°E 24 msnm        |           | Roca des Viver             | Modifica les dades a Wikidata |
|        | Turó d'en Gall        | Tordera Blanes       | muntanya     |         | 41° 43′ 34″ N, 2° 45′ 59″ E / 41.7262°N,2.76637°E 307 msnm          |           |                            | Modifica les dades a Wikidata |
|        | Turó d'en Montells    | Blanes               | muntanya     |         | 41° 41′ 25″ N, 2° 46′ 38″ E / 41.69040556°N,2.77720833°E 125.9 msnm |           |                            | Modifica les dades a Wikidata |
|        | Turó d'en Trompa      | Blanes Lloret de Mar | muntanya     |         | 41° 42′ 16″ N, 2° 47′ 23″ E / 41.7045°N,2.78963°E 175.4 msnm        |           |                            | Modifica les dades a Wikidata |
|        | Turó de Sant Joan     | Blanes               | muntanya     |         | 41° 40′ 45″ N, 2° 47′ 54″ E / 41.67915278°N,2.79824444°E 168 msnm   |           | Turó de Sant Joan (Blanes) | Modifica les dades a Wikidata |
|        | Turó de Santa Bàrbara | Blanes               | muntanya     |         | 41° 40′ 55″ N, 2° 48′ 03″ E / 41.68205833°N,2.80074722°E 151.8 msnm |           |                            | Modifica les dades a Wikidata |
|        | Turó del Vilar        | Blanes               | muntanya     |         | 41° 43′ 05″ N, 2° 46′ 56″ E / 41.718°N,2.78232°E 272.8 msnm         |           |                            | Modifica les dades a Wikidata |
|        | els Piteus            | Blanes               | muntanya     |         |                                                                     |           |                            | Modifica les dades a Wikidata |

## nucli de població
| imatge | Nom                        | Ubicat a | instància de                   | Detalls | coordenades                                                         | Protecció | Commons (més fotos) | Dades a WD                    |
| ------ | -------------------------- | -------- | ------------------------------ | ------- | ------------------------------------------------------------------- | --------- | ------------------- | ----------------------------- |
|        | Blanes Residencial         | Blanes   | nucli de població              |         | 41° 41′ 28″ N, 2° 47′ 10″ E / 41.691067473787°N,2.7861842931088°E   |           |                     | Modifica les dades a Wikidata |
|        | Blanes Vistamar            | Blanes   | nucli de població              |         | 41° 41′ 15″ N, 2° 47′ 11″ E / 41.68739°N,2.78644°E                  |           |                     | Modifica les dades a Wikidata |
|        | Corona Santa Cristina      | Blanes   | nucli de població              |         | 41° 41′ 12″ N, 2° 48′ 28″ E / 41.686602170329°N,2.8078275574152°E   |           |                     | Modifica les dades a Wikidata |
|        | Mas Borinot                | Blanes   | nucli de població              |         | 41° 41′ 14″ N, 2° 47′ 30″ E / 41.6871161235554°N,2.79166591977151°E |           |                     | Modifica les dades a Wikidata |
|        | Mas Cremat                 | Blanes   | nucli de població              |         | 41° 40′ 50″ N, 2° 46′ 13″ E / 41.6805539389916°N,2.77015654559466°E |           |                     | Modifica les dades a Wikidata |
|        | Mas Guelo                  | Blanes   | nucli de població urbanització |         | 41° 41′ 02″ N, 2° 47′ 11″ E / 41.6838098418425°N,2.78640181708463°E |           |                     | Modifica les dades a Wikidata |
|        | Residencial Santa Cristina | Blanes   | nucli de població              |         | 41° 41′ 25″ N, 2° 48′ 19″ E / 41.690200934458°N,2.8054135486951°E   |           |                     | Modifica les dades a Wikidata |
|        | Serrallarga                | Blanes   | nucli de població              |         | 41° 41′ 14″ N, 2° 48′ 32″ E / 41.6872182432463°N,2.80896870564476°E |           |                     | Modifica les dades a Wikidata |
|        | Turó de la Dona Morta      | Blanes   | nucli de població              |         | 41° 41′ 54″ N, 2° 46′ 44″ E / 41.6982594289784°N,2.77894967852162°E |           |                     | Modifica les dades a Wikidata |
|        | Valldolig                  | Blanes   | nucli de població              |         | 41° 41′ 34″ N, 2° 47′ 54″ E / 41.692890603998°N,2.7981952471252°E   |           |                     | Modifica les dades a Wikidata |
|        | la Plantera                | Blanes   | nucli de població              |         | 41° 40′ 14″ N, 2° 46′ 55″ E / 41.6705°N,2.78194°E                   |           |                     | Modifica les dades a Wikidata |

## passeig
| imatge | Nom                      | Ubicat a | instància de | Detalls                               | coordenades | Protecció | Commons (més fotos)        | Dades a WD                    |
| ------ | ------------------------ | -------- | ------------ | ------------------------------------- | ----------- | --------- | -------------------------- | ----------------------------- |
|        | Carrer d'Ignasi Iglesias | Blanes   | passeig      | Anomenat per: Ignasi Iglésias Pujadas |             |           |                            | Modifica les dades a Wikidata |
|        | Passeig de Dintre        | Blanes   | passeig      | Anomenat per: interior                |             |           | Passeig de Dintre (Blanes) | Modifica les dades a Wikidata |
|        | Passeig de s'Abanell     | Blanes   | passeig      | Anomenat per: platja de s'Abanell     |             |           |                            | Modifica les dades a Wikidata |

## platja
| imatge | Nom                              | Ubicat a             | instància de                          | Detalls                | coordenades                                                      | Protecció | Commons (més fotos)   | Dades a WD                    |
| ------ | -------------------------------- | -------------------- | ------------------------------------- | ---------------------- | ---------------------------------------------------------------- | --------- | --------------------- | ----------------------------- |
|        | Cala S'Agulla                    | Blanes               | platja codolar                        | Llarg: 40m Ample: 10m  | 41° 40′ 57″ N, 2° 48′ 51″ E / 41.682600000329°N,2.814200000086°E |           | Cala S'Agulla         | Modifica les dades a Wikidata |
|        | Sa Forcanera                     | Blanes               | platja platja d'arena daurada codolar | Llarg: 50m Ample: 20m  | 41° 40′ 32″ N, 2° 48′ 11″ E / 41.67567778°N,2.803025°E           |           | Cala de sa Forcanera  | Modifica les dades a Wikidata |
|        | cala de Sant Francesc            | Blanes               | platja                                |                        | 41° 40′ 43″ N, 2° 48′ 26″ E / 41.67866°N,2.80719°E               |           | Cala de Sant Francesc | Modifica les dades a Wikidata |
|        | cala de Santa Anna               | Blanes               | platja                                |                        | 41° 40′ 26″ N, 2° 48′ 08″ E / 41.67388889°N,2.80222222°E         |           | Cala de Santa Anna    | Modifica les dades a Wikidata |
|        | platja de Treumal                | Lloret de Mar Blanes | platja platja d'arena daurada         | Llarg: 115m Ample: 30m | 41° 41′ 12″ N, 2° 49′ 01″ E / 41.6867°N,2.81693°E                |           | Platja de Treumal     | Modifica les dades a Wikidata |
|        | platja de la Badia Blanes        | Blanes               | platja                                |                        | 41° 40′ 25″ N, 2° 47′ 35″ E / 41.67361111°N,2.79305556°E         |           | Platja de Blanes      | Modifica les dades a Wikidata |
|        | platja de la Punta de Santa Anna | Blanes               | platja                                |                        | 41° 40′ 27″ N, 2° 48′ 06″ E / 41.674209°N,2.801778°E             |           | Cala de Santa Anna    | Modifica les dades a Wikidata |
|        | platja de s'Abanell              | Blanes               | platja                                |                        | 41° 39′ 52″ N, 2° 47′ 06″ E / 41.664444444444°N,2.785°E          |           | Platja de s'Abanell   | Modifica les dades a Wikidata |

## plaça
| imatge | Nom                         | Ubicat a | instància de | Detalls                     | coordenades                                              | Protecció                   | Commons (més fotos)        | Dades a WD                    |
| ------ | --------------------------- | -------- | ------------ | --------------------------- | -------------------------------------------------------- | --------------------------- | -------------------------- | ----------------------------- |
|        | Plaça Verge Maria de Blanes | Blanes   | plaça        |                             | 41° 40′ 31″ N, 2° 47′ 26″ E / 41.67521944°N,2.79065556°E |                             |                            | Modifica les dades a Wikidata |
|        | plaça de la Verge           | Blanes   | plaça        | Estil: arquitectura popular | 41° 40′ 30″ N, 2° 47′ 26″ E / 41.67493°N,2.79067°E       | bé cultural d'interès local | Plaça de la Verge (Blanes) | Modifica les dades a Wikidata |

## polígon industrial
| imatge | Nom                                             | Ubicat a | instància de       | Detalls | coordenades                                                         | Protecció | Commons (més fotos) | Dades a WD                    |
| ------ | ----------------------------------------------- | -------- | ------------------ | ------- | ------------------------------------------------------------------- | --------- | ------------------- | ----------------------------- |
|        | Polígon industrial Nord                         | Blanes   | polígon industrial |         | 41° 40′ 46″ N, 2° 46′ 24″ E / 41.6794796223684°N,2.77345237141325°E |           |                     | Modifica les dades a Wikidata |
|        | Polígon industrial de la Carretera de l'Estació | Blanes   | polígon industrial |         | 41° 40′ 28″ N, 2° 46′ 26″ E / 41.6743733505581°N,2.77385471485191°E |           |                     | Modifica les dades a Wikidata |

## porxe
| imatge | Nom                         | Ubicat a | instància de | Detalls                                 | coordenades                                                               | Protecció                   | Commons (més fotos)                  | Dades a WD                    |
| ------ | --------------------------- | -------- | ------------ | --------------------------------------- | ------------------------------------------------------------------------- | --------------------------- | ------------------------------------ | ----------------------------- |
|        | Voltes del carrer Ample     | Blanes   | porxe        | Estil: arquitectura gòtica              | 41° 40′ 29″ N, 2° 47′ 31″ E / 41.67471°N,2.79186°E ca:Ample, 20           | bé cultural d'interès local | Voltes del carrer Ample              | Modifica les dades a Wikidata |
|        | Voltes del carrer Ample, 22 | Blanes   | porxe        | Estil: arquitectura gòtica 15th century | 41° 40′ 29″ N, 2° 47′ 30″ E / 41.67478°N,2.79179°E ca:C. Ample, 22 4 msnm | bé cultural d'interès local | Voltes del carrer Ample, 22 (Blanes) | Modifica les dades a Wikidata |
|        | Voltes del carrer Ample, 24 | Blanes   | porxe        | Estil: arquitectura gòtica 15th century | 41° 40′ 29″ N, 2° 47′ 30″ E / 41.67483°N,2.79172°E ca:C. Ample, 24 4 msnm | bé cultural d'interès local | Voltes del carrer Ample, 24 (Blanes) | Modifica les dades a Wikidata |

## àrea protegida
| imatge | Nom                                  | Ubicat a | instància de                                      | Detalls                     | coordenades                                          | Protecció                                  | Commons (més fotos)           | Dades a WD                    |
| ------ | ------------------------------------ | -------- | ------------------------------------------------- | --------------------------- | ---------------------------------------------------- | ------------------------------------------ | ----------------------------- | ----------------------------- |
|        | Jardí Botànic Tropical Pinya de Rosa | Blanes   | àrea protegida paratge natural d'interès nacional | 2003 Superfície: 49.60985ha | 41° 41′ 06″ N, 2° 48′ 38″ E / 41.68503°N,2.81053°E   | bé integrant del patrimoni cultural català | Jardín Botánico Pinya de Rosa | Modifica les dades a Wikidata |
|        | Pinya de Rosa                        | Blanes   | àrea protegida Pla d'Espais d'Interès Natural     | 1992 Superfície: 85.85136ha | 41° 41′ 05″ N, 2° 48′ 40″ E / 41.684668°N,2.811022°E |                                            | Pinya de Rosa                 | Modifica les dades a Wikidata |

## Misc
| imatge | Nom                                                | Ubicat a              | instància de                                                                   | Detalls                                                                  | coordenades                                                                                   | Protecció                                            | Commons (més fotos)                               | Dades a WD                    |
| ------ | -------------------------------------------------- | --------------------- | ------------------------------------------------------------------------------ | ------------------------------------------------------------------------ | --------------------------------------------------------------------------------------------- | ---------------------------------------------------- | ------------------------------------------------- | ----------------------------- |
|        | Badia de Blanes                                    | Blanes                | badia                                                                          |                                                                          | 41° 40′ 22″ N, 2° 47′ 42″ E / 41.672805890824705°N,2.795116627128102°E                        |                                                      | Badia de Blanes                                   | Modifica les dades a Wikidata |
|        | Blanes                                             | Blanes                | entitat singular de població ens local històric de Catalunya capital municipal | 41935 hab                                                                | 41° 40′ 33″ N, 2° 47′ 32″ E / 41.67592157°N,2.79229296°E 14 msnm                              |                                                      |                                                   | Modifica les dades a Wikidata |
|        | Cala San Francisco, S'Augue y Barrio de Pescadores | Blanes                | indret històric                                                                |                                                                          |                                                                                               | bé d'interès cultural                                |                                                   | Modifica les dades a Wikidata |
|        | Castell de Sant Joan                               | Blanes                | castell                                                                        | Estil: arquitectura romànica                                             | 41° 40′ 46″ N, 2° 47′ 54″ E / 41.67931389°N,2.79831389°E ca:Turó de Sant Joan                 | bé d'interès cultural bé cultural d'interès nacional | Castell de Sant Joan de Blanes                    | Modifica les dades a Wikidata |
|        | Castell de Sant Joan                               | Blanes                | vèrtex geodèsic                                                                | Alt: 1.2m                                                                | 41° 40′ 44″ N, 2° 47′ 54″ E / 41.678988°N,2.79843°E Castell de Sant Joan 171.891 msnm         |                                                      |                                                   | Modifica les dades a Wikidata |
|        | Castell palau dels Vescomtes de Cabrera            | Blanes                | palau                                                                          | Arquitecte: Arnau Bargués Estil: arquitectura gòtica                     | 41° 40′ 33″ N, 2° 47′ 34″ E / 41.675833333333°N,2.7927777777778°E                             | bé d'interès cultural bé cultural d'interès nacional | Castell Palau dels Vescomtes de Cabrera de Blanes | Modifica les dades a Wikidata |
|        | Cementiri Municipal de Blanes                      | Blanes                | cementiri                                                                      | Estil: arquitectura popular                                              | 41° 40′ 45″ N, 2° 47′ 07″ E / 41.67926°N,2.7854°E                                             | bé cultural d'interès local                          | Cementiri Municipal (Blanes)                      | Modifica les dades a Wikidata |
|        | Els Tres Turons (Blanes)                           | Blanes                | serra                                                                          |                                                                          | 41° 42′ 16″ N, 2° 47′ 23″ E / 41.704525°N,2.78963333°E 175.4 msnm                             |                                                      |                                                   | Modifica les dades a Wikidata |
|        | Estació de Blanes                                  | Blanes                | estació de ferrocarril                                                         |                                                                          | 41° 40′ 25″ N, 2° 46′ 09″ E / 41.6735°N,2.769222222222222°E                                   |                                                      | Blanes train station                              | Modifica les dades a Wikidata |
|        | GI-600                                             | Blanes Tordera        | carretera                                                                      | Llarg: 5km                                                               |                                                                                               |                                                      |                                                   | Modifica les dades a Wikidata |
|        | Jardí botànic Marimurtra                           | Blanes                | jardí històric                                                                 | Estil: noucentisme Superfície: 16ha                                      | 41° 40′ 36″ N, 2° 48′ 07″ E / 41.676667°N,2.801944°E ca:Passeig de Carles Faust 45 msnm       | bé d'interès cultural bé cultural d'interès nacional | Marimurtra Botanical Garden, Blanes               | Modifica les dades a Wikidata |
|        | Pont de la Tordera                                 | Blanes Malgrat de Mar | pont                                                                           | 2020-11 1933 Travessa: la Tordera Llarg: 219.3m Llum: 51m Ample: 13.325m | 41° 39′ 57″ N, 2° 45′ 56″ E / 41.665796°N,2.765454°E ca:Extrem de llevant del terme municipal |                                                      | Pont de la Tordera                                | Modifica les dades a Wikidata |
|        | Port de Blanes                                     | Blanes                | port pesquer port esportiu                                                     |                                                                          | 41° 40′ 27″ N, 2° 47′ 55″ E / 41.6740584454823°N,2.7986355599112787°E                         |                                                      | Port of Blanes                                    | Modifica les dades a Wikidata |
|        | Sa Palomera                                        | Blanes                | roca                                                                           |                                                                          | 41° 40′ 14″ N, 2° 47′ 31″ E / 41.67063611°N,2.79198333°E                                      |                                                      | Sa Palomera                                       | Modifica les dades a Wikidata |
|        | Santa Bàrbara                                      | Blanes                | assentament humà                                                               |                                                                          | 41° 40′ 54″ N, 2° 48′ 12″ E / 41.681601°N,2.803201°E                                          |                                                      |                                                   | Modifica les dades a Wikidata |
|        | casa consistorial de Blanes                        | Blanes                | casa consistorial                                                              | Estil: arquitectura neoclàssica                                          | 41° 40′ 27″ N, 2° 47′ 31″ E / 41.67403611°N,2.79200833°E                                      | bé cultural d'interès local                          | Ajuntament de Blanes                              | Modifica les dades a Wikidata |
|        | convent de Sant Francesc                           | Blanes                | convent                                                                        |                                                                          | 41° 40′ 41″ N, 2° 48′ 22″ E / 41.67804°N,2.806064°E                                           |                                                      |                                                   | Modifica les dades a Wikidata |
|        | creu de l'Ermita de Santa Bàrbara                  | Blanes                | creu de terme                                                                  | Estil: arquitectura popular                                              | 41° 40′ 55″ N, 2° 48′ 03″ E / 41.68203°N,2.80091°E                                            | bé integrant del patrimoni cultural català           | Creu de l'Ermita de Santa Bàrbara                 | Modifica les dades a Wikidata |
|        | dessalinitzadora de la Tordera                     | Blanes                | planta dessalinitzadora equipament                                             |                                                                          | 41° 40′ 07″ N, 2° 45′ 59″ E / 41.66867916374831°N,2.766306560983455°E                         |                                                      | Dessalinitzadora de la Tordera                    | Modifica les dades a Wikidata |
|        | els Padrets                                        | Blanes                | jaciment arqueològic ciutat romana                                             |                                                                          | 41° 40′ 21″ N, 2° 47′ 20″ E / 41.672542°N,2.789008°E                                          | bé cultural d'interès local                          |                                                   | Modifica les dades a Wikidata |
|        | la Carbonera                                       | Blanes                | barri                                                                          |                                                                          |                                                                                               |                                                      |                                                   | Modifica les dades a Wikidata |
|        | mar Mediterrània                                   |                       | mar interior mar mediterrani conca hidrogràfica                                | Superfície: 2500000km² Profunditat: 5267 1541m Volum: 3839000km³         | 38° N, 17° E / 38°N,17°E 0 msnm                                                               |                                                      | Mediterranean Sea                                 | Modifica les dades a Wikidata |